# Abraão Ben Isaac
Abraão Berdesi Ben Isaac (França, Século XII) foi um rabino francês do século XII. Foi um dos directores mais notáveis da Academia Judaica de Narbona, na cidade de Narbona, cidade esta localizada no sudoeste da França na região de Languedoc-Roussillon.